# Leipzig MDR järnvägsstation

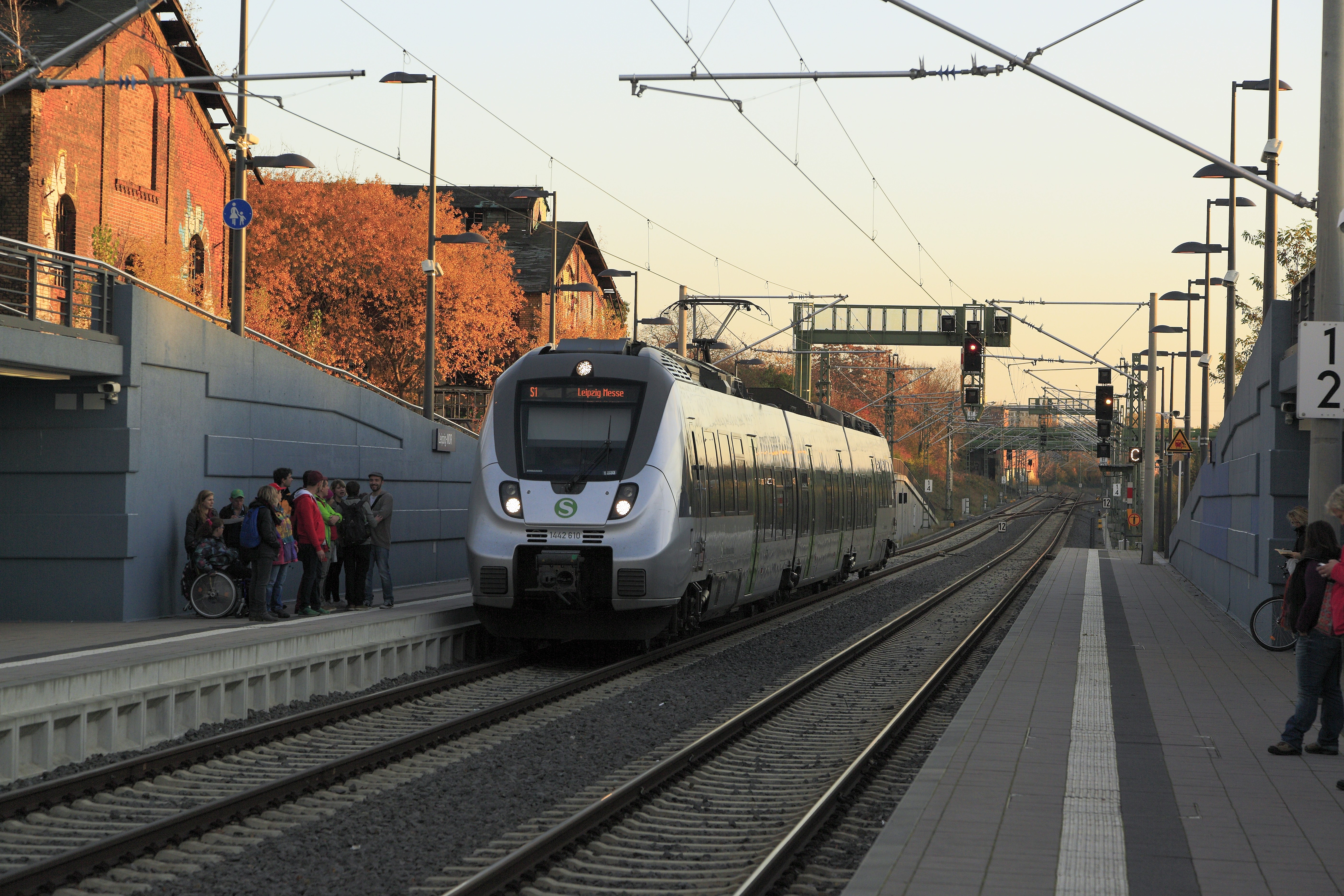
Leipzig MDR. Uppe till vänster syns det gamla lokstallet till Leipzig Bayerischer Bahnhof.

Leipzig MDR är en järnvägsstation i Leipzig. Stationen byggdes i samband med projektet City-Tunnel Leipzig och öppnade för trafik 15 december 2013. Sju av tio linjer på S-Bahn Mitteldeutschland trafikerar stationen. 
Stationen ligger i sluttningen ner i City-Tunnel Leipzig. Platsen stationen ligger på är Leipzig Bayerischer Bahnhofs bangårdsyta. I direkt anslutning till stationen, på dess östra sida, ligger Leipzig Bayerischer Bahnhofs lokstall. 
Planeringsnamnet på stationen var Semmelweisstraße, vilket är namnet på vägen som korsar stationen på en bro i stationens norra ände. MDR står för radio- och TV-bolaget Mitteldeutscher Rundfunk som ligger nära järnvägsstationen. 